# Plectranthus forsteri
Plectranthus forsteri is een soort uit de lipbloemenfamilie (Lamiaceae).
... · 
P. amboinicus (Vijf-in-een-kruid) · 
P. arabicus · 
P. argentatu · 
P. forsteri · 
P. fruticosus · 
P. madagascariensis · 
P. parviflorus · 
P. verticillatus · 
...